# Ranula

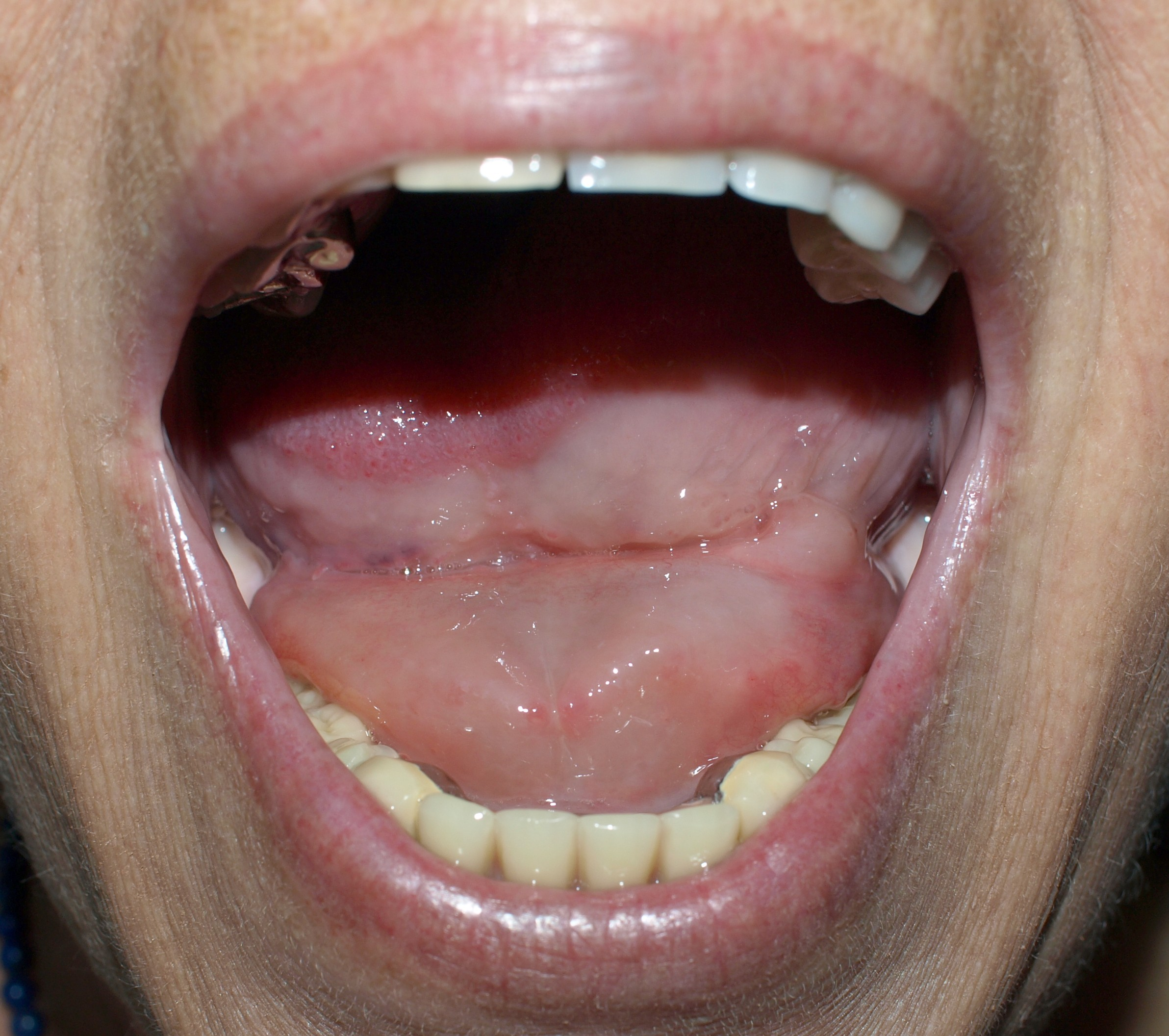
Ranula beim Menschen

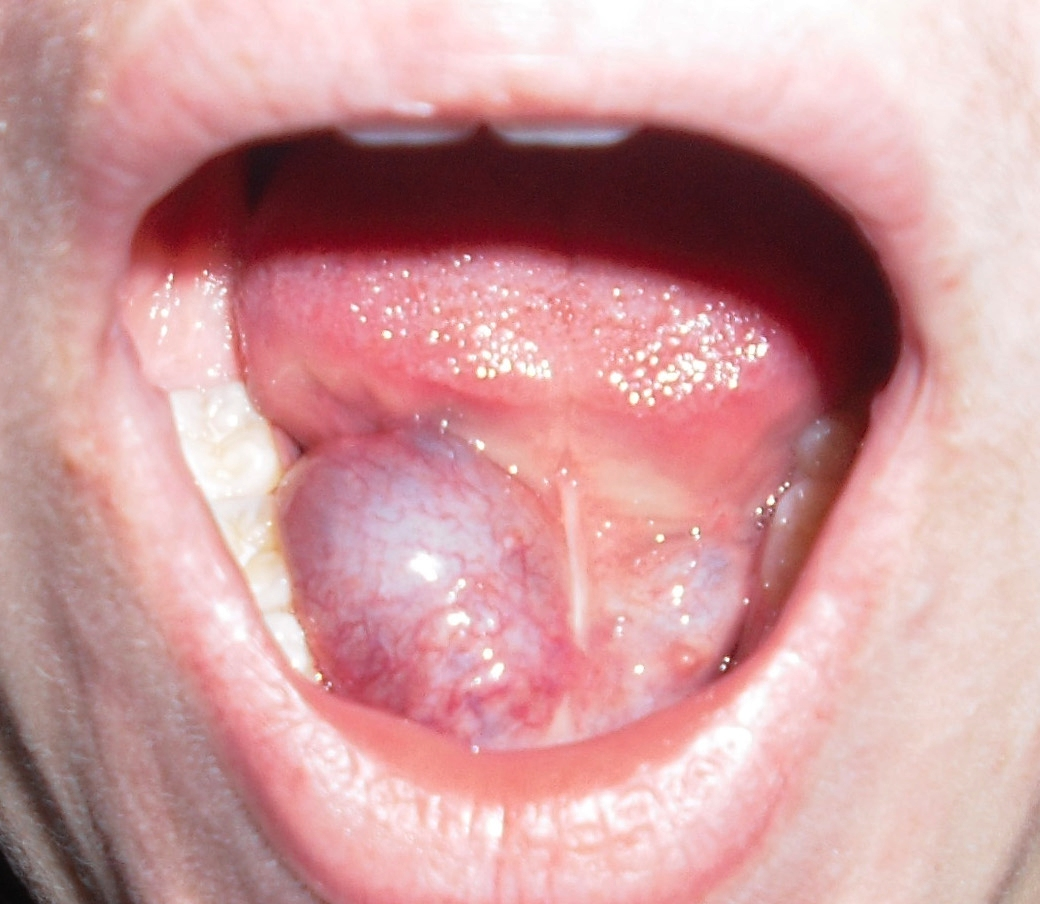
Ranula beim Menschen

Die Ranula (lateinisch für „Fröschlein“) – auch Froschgeschwulst oder Mundbodenzyste – ist eine unterhalb der Zunge gelegene, mit eingedicktem Speichel gefüllte Retentionszyste. Ursprung der Speichelretentionszyste ist in der Regel der Ausführungsgang der Unterzungenspeicheldrüse (Glandula sublingualis major).

## Ätiologie

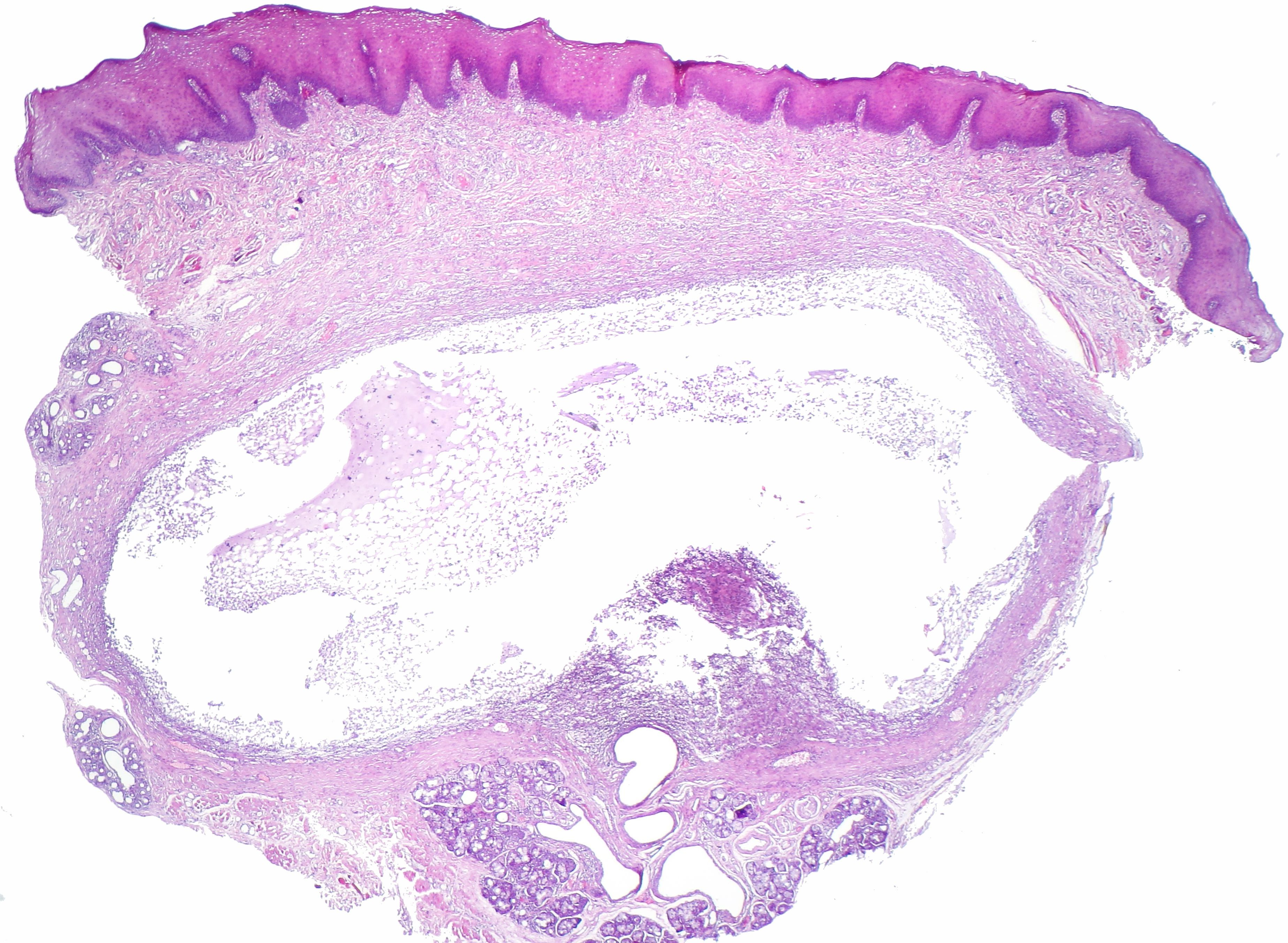
histologisches Bild einer Ranula – HE-Färbung

Der Ausführungsgang der Glandula sublingualis fehlt oder ist verschlossen. Als Ursache kommen angeborene Atresie, dysgenetische Differenzierungsstörung, durch Entzündungen verursachte Verklebungen oder eine Stenosierung durch Tumoren infrage.
Nimmt die Ranula an Größe zu, kann es unter Umständen zu Schluck-, Sprech- und Atembeschwerden kommen.

## Diagnostik
Typischerweise findet sich eine sicht- und tastbare verschiebliche prall-elastische Schwellung unter der Zunge am Mundboden. Zur Abgrenzung gegenüber anderen Raumforderungen dienen die Eigenschaften, dass eine Ranula eine dünne Wand hat und Speichel enthält. Sie entspricht also einer Mukozele.
Die Ausdehnung kann mittels Sonographie oder MRT dargestellt werden.

## Therapie
In der Regel ist die Marsupialisation enoral ausreichend. Das Epithel des Wharton-Ganges wird im Anschluss weit genäht, so dass es nicht zu einer Stenose kommt. Im Ausnahmefall kann eine operative Entfernung (Exstirpation) der Glandula submandibularis unter Mitnahme der Unterzungenspeicheldrüse notwendig sein.
Früher wurde die Ranula nach Inzision an ihrer hinteren Wand mit ätzenden und anderen Reizmitteln behandelt, etwa mit Salzsäure oder wie bei Peter Camper mit Höllenstein, oder der verstopfte Speichelgang sondiert.

## Ranula bei Tieren

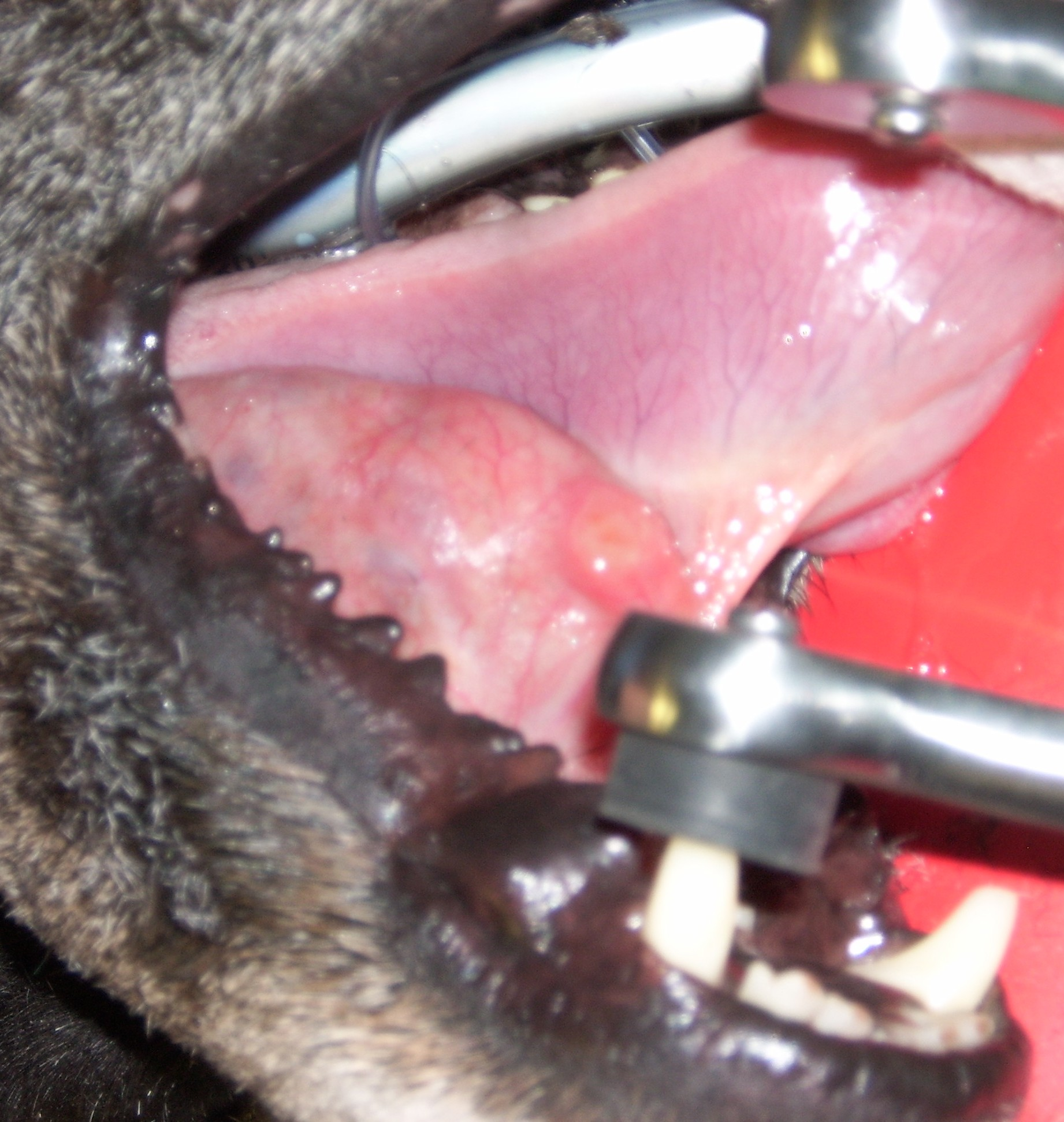
Ranula bei einem Hund

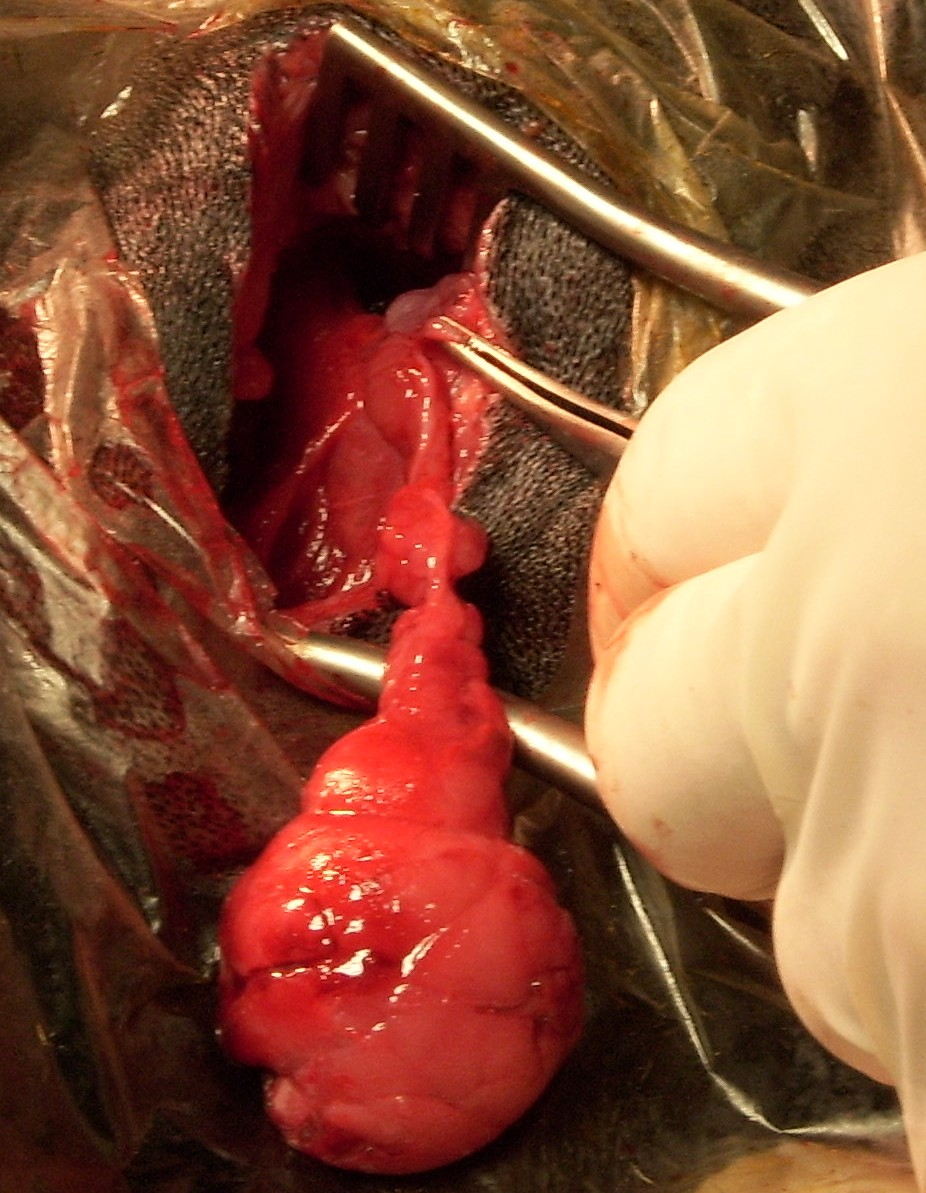
Entfernung der Gll. mandibularis und sublingualis major beim Hund

Bei Haushunden kommt auch eine erworbene Ranula durch Verlegung der Ausführungsgänge der Unterkiefer- (Glandula mandibularis) und/oder Unterzungenspeicheldrüse vor. Therapeutisch wird eine Extirpation und/oder Marsupialisation durchgeführt. Bei Tieren kann auch in chirurgisch therapieresistenten Fällen eine Bestrahlung der Speicheldrüse in Betracht gezogen werden.